# Żylica
Die Żylica [ʒɨˈlit͡sa] (Żylca [ˈʒɨlt͡sa], Żylcza [ˈʒɨlt͡ʃa]) ist ein kleiner Fluss in Polen, welcher durch die Schlesischen Beskiden fließt. Er entspringt auf dem Gebiet der Stadt Szczyrk und mündet in den Żywiecer See  (Jezioro Żywieckie). Insgesamt hat er eine Länge von 23 km. Die Quellen befinden sich auf 900–940 m ü. NN, die Mündung auf 341 m ü. NN.